# Théophile Verbist
Pour les articles homonymes, voir Verbist.
Théophile Verbist (chinois : 南怀义 ; pinyin : nánhuáiyì), né le 12 juin 1823 à Anvers (Belgique) et mort le 23 février 1868 à Laohugou (chinois : 老虎沟), en Mongolie-Intérieure (Chine de la Dynastie Qing), est un prêtre diocésain belge, missionnaire en Chine et fondateur de la Congrégation du Cœur Immaculé de Marie [C.I.C.M.] (les Pères scheutistes).

## Biographie
Théophile Verbist est d'humble origine. Ses parents sont Guillaume Verbist, né à Anvers le 20 août 1787, et Catherina Antonia Troch (° Dendermonde, 1797). Théophile et son frère jumeau Edmond sont nés le 12 juin 1823. Ils furent les élèves du collège jésuite d'Anvers et firent leurs études d'humanités au petit séminaire de Malines.
Théophile Verbist fut ordonné prêtre le 18 septembre 1847 par le cardinal Sterckx. D'abord aumônier de militaires et de religieuses, il devint le responsable national de l'Association de la Sainte-Enfance et conçut le projet d'une congrégation de prêtres séculiers pour le travail missionnaire en Chine.
C'est dans cette optique qu'il fonda en 1862 la Congrégation du Cœur Immaculé de Marie, à vocation missionnaire, et en fut le premier supérieur général. La maison généralice de la congrégation se trouvant à Scheut, un quartier d'Anderlecht (Bruxelles), les membres de la congrégation en vinrent à être appelés Scheutistes.
Théophile Verbist partit pour la Chine en 1865. Avec trois autres missionnaires (dont Ferdinand Hamer), et un domestique (Paul Splingaerd qui aura une carrière étonnante), ils sont reçus en audience par Pie IX, puis ils s'embarquent vers Ceylan, Saïgon puis Shanghai où ils arrivent en décembre. Ils arrivent à Laohugou (chinois : 老虎沟), en Mongolie-Intérieure, au nord de la Grande muraille. Il y mourut du typhus exanthématique (Rickettsia prowazekii)  en 1868.
En mai 1931 ses restes mortels furent solennellement rapatriés dans un cercueil chinois à Anderlecht et placés dans un mausolée établi dans une chapelle latérale de l'église des CICM à Scheut. Le mausolée comprend une grande statue en bronze de Verbist portant des vêtements chinois, agenouillé, les bras ouverts, devant le globe terrestre, réalisé par le sculpteur Aloïs De Beule. Lorsque l'église des CICM à Scheut fut rasée en 1974, le cercueil chinois de Verbist fut transféré dans une petite crypte sous la nouvelle chapelle et la statue en bronze placée dans le jardin.

### Sources
- Site odis.be, (nl) « Theophiel Verbist (1823-1868) »